# Heterophasia capistrata

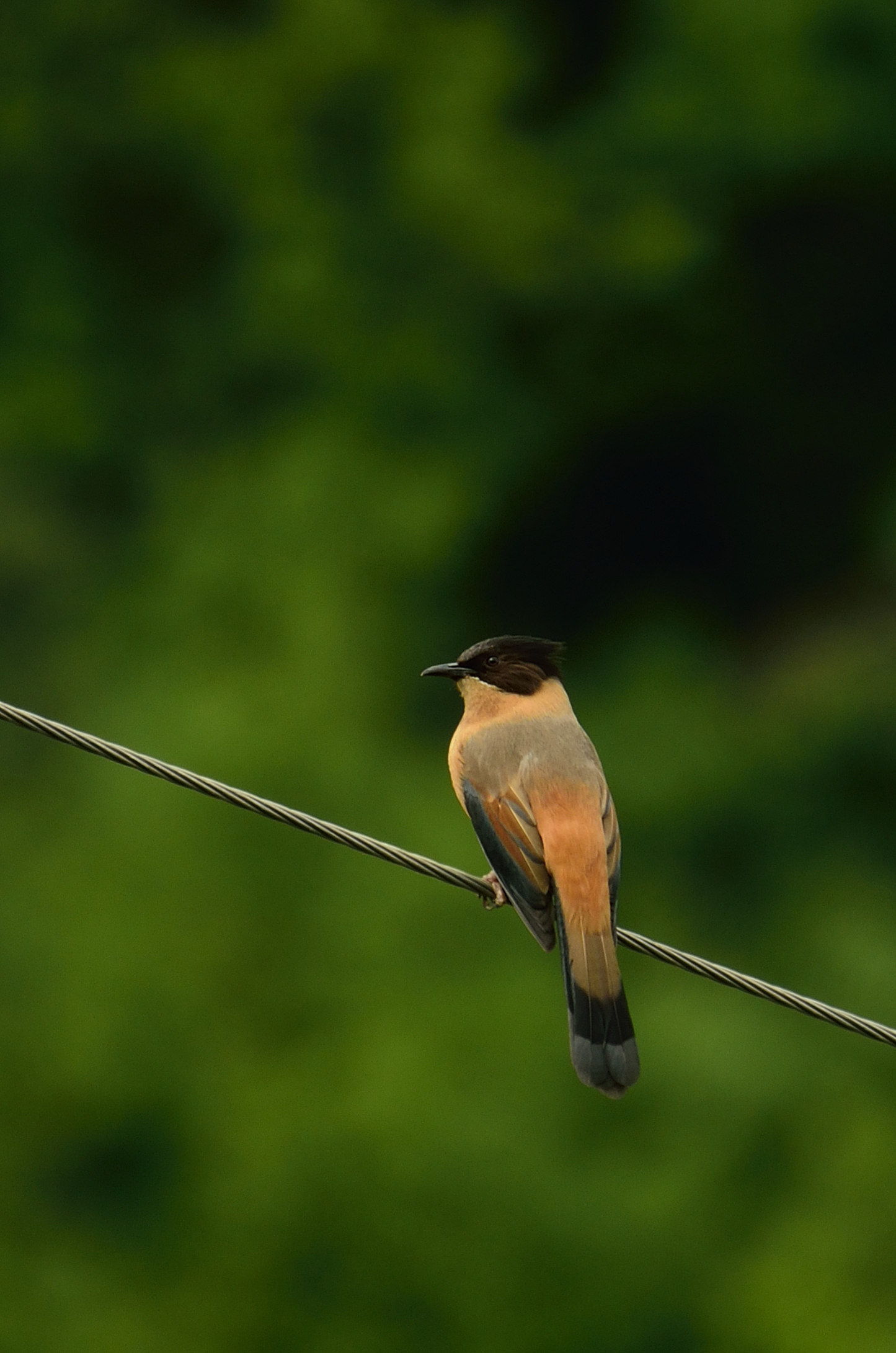
Sibia rufa en el Templo de Galu en Himachal

La sibia rufa (Heterophasia capistrata) es una especie de ave paseriforme de la familia Leiothrichidae. Se alimenta de frutos e insectos.
Se encuentra en la parte norte del subcontinente indio, que van a través de la India, Bután y Nepal. Su hábitat natural son los bosques  templados.